# Benjamin Gompertz
Benjamin Gompertz (Londres, 5 de março de 1779 — Londres, 14 de julho de 1865) foi um matemático e atuário judeu, que comprovou que a taxa de mortalidade cresce geometricamente.

## Biografia
Gompertz desenvolveu os principais estudos sobre mortalidade do século XIX. Em reconhecimento a muitos de seus estudos, no ano de 1819, tornou-se membro da Sociedade Real de Londres. Em 1825, no estudo On the Nature of the Function Expressive of the Law of Human Mortality, and on a New Mode of Determining the Value of Life Contingencies, apresentou uma lei que descrevia o crescimento geométrico da taxa de mortalidade. Este estudo apresentou um avanço em relação aos estudos de Thomas Malthus, voltado ao cálculo de anuidades e seguros contra morte.
A Lei de Gompertz foi depois reformulada por Makeham, em On the Law of Mortality and the Construction of Annuity Tables de 1860, que apresentou um novo modelo batizado posteriormente de Lei de Gompertz-Makeham.

## Trabalhos

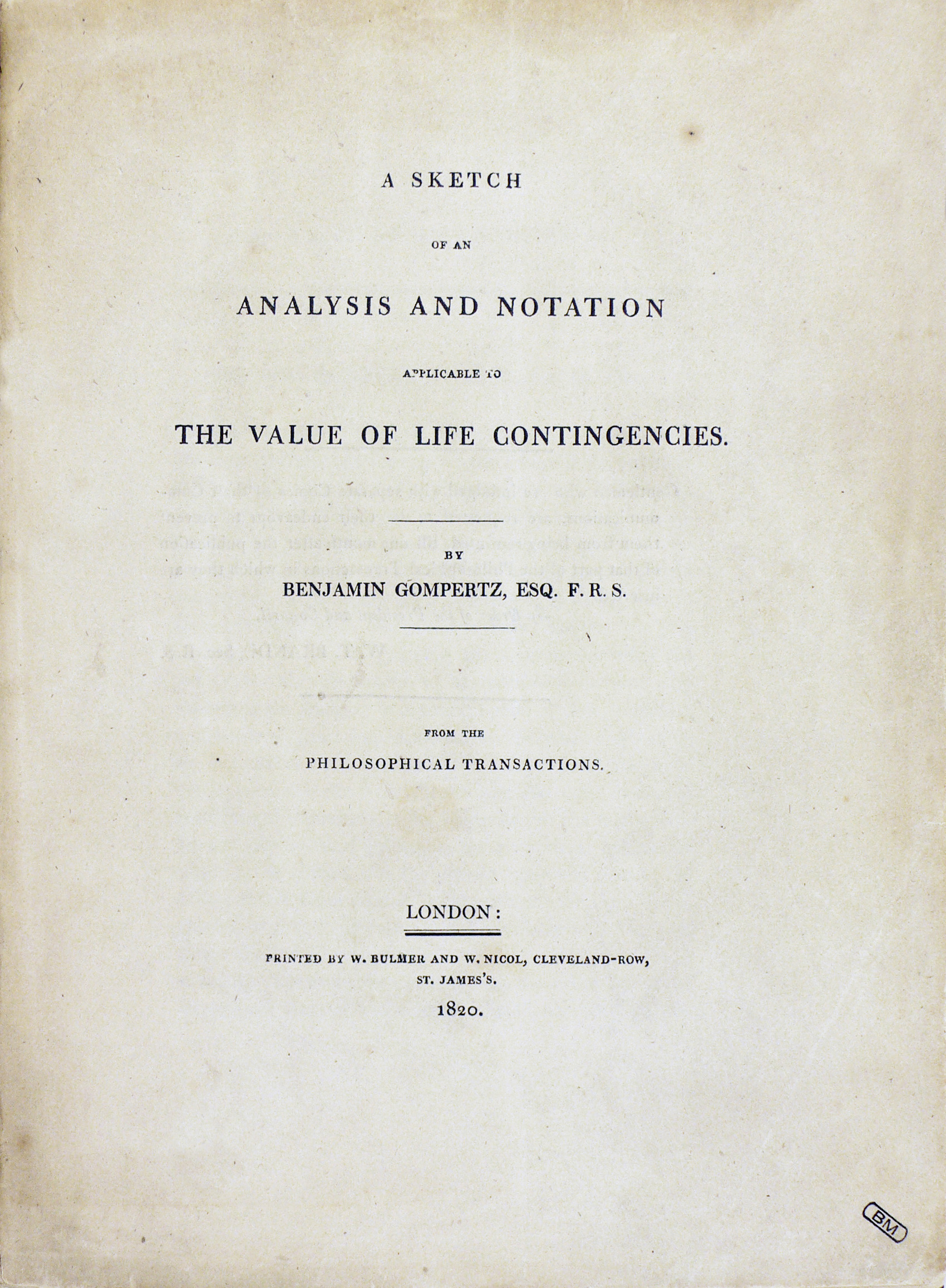
A sketch of an analysis, 1820

### Matemática
A partir de 1806 foi um colaborador frequente das Philosophical Transactions of the Royal Society; mas seus primeiros tratados sobre números complexos e porismos (1817-18) foram autopublicados. Gompertz era um newtoniano antiquado que manteve e defendeu a notação de fluxões.

### Astronomia
Por dez anos ele participou ativamente do trabalho da Royal Astronomical Society, contribuindo com artigos sobre a teoria dos instrumentos astronômicos, a aberração da luz, entre outros. Com Francis Baily começou em 1822 um trabalho sobre astronomia que ficou incompleto, por causa da publicação da Fundamenta Astronomiæ de Friedrich Bessel. Seus esforços, no entanto, levaram ao catálogo completo de estrelas da Royal Astronomical Society.

### O modelo Gompertz
Ele elaborou uma nova série de tabelas de mortalidade para a Royal Society, e estas lhe sugeriram em 1825 sua lei da mortalidade humana, que ele expôs pela primeira vez em uma carta a Francis Baily. A lei se baseia em uma suposição a priori de que a resistência de uma pessoa à morte diminui à medida que seus anos aumentam. O modelo pode ser escrito da seguinte forma:
{\displaystyle N(t)=N(0)e^{-c(e^{at}-1)},\ }
onde N (t) representa o número de indivíduos no tempo t, e c e a são constantes.
Este modelo é um refinamento de um modelo demográfico de Thomas Malthus. Foi usado pelas seguradoras para calcular o custo do seguro de vida. A equação, conhecida como curva de Gompertz, agora é usada em muitas áreas para modelar uma série temporal em que o crescimento é mais lento no início e no final de um período. O modelo foi estendido à lei de mortalidade de Gompertz-Makeham.